# Lusat 1
El satélite LUSAT-1 (o escrito y pronunciado más correctamente: L.U.SAT) es el primer satélite argentino.
Proyectado y construido por la filial argentina de AMSAT, a los fines de proveer comunicaciones a radioaficionados. Fue puesto en órbita por la empresa Arianespace utilizando el lanzador Ariane 4. El nombre L.U.SAT-1, se debe a que LU es el código de radio de Argentina, SAT de "satélite" y 1 por ser el primero. lanzado el 22 de enero de 1990 (35 años) desde el Puerto espacial de Kourou, Guayana Francesa.
Todavía se puede escuchar su beacon en los 437.125 kHz.